# کشتار روز پسح
حمله روز پسح نام عملیات انتحاری انجام شده توسط گروه شبه‌نظامی حماس بود که طی آن بیش از ۳۰ شهروند غیرنظامی اسرائیلی کشته و بیش از ۱۴۰ نفر دیگر زخمی‌شدند. این کشتار در در تاریخ ۲۷ مارس ۲۰۰۲ و در جشن عید پسح در شهر نهاریا اسرائیل انجام گرفت.
نیروهای دفاعی اسرائیل در پاسخ، به یک رشته عملیات تهاجمی ضدتروریستی به نام عملیات سپر دفاعی دست زدند.